# Harry Zanton
Harry Vitalis Zanton ursprungligen Johnson, född 21 november 1901 i Johannes församling, Stockholm, död 6 december 1987 i Maria Magdalena församling, Stockholm, var en svensk målare och tecknare.
Han var son till maskinisten Carl Johan Arvid Johnson och Emmy Mathilda Eriksson och gift första gången 1930 med Inga Gran och andra gången 1940–1953 med Stina Andersson och tredje gången från 1953 med kassören Eva Maria Lokrantz. Zantons avsikt var att utbilda sig till ingenjör och han studerade vid Minneapolis East High School där han utexaminerades 1920. Samtidigt med sina ingenjörsstudier studerade han teckning vid Federal School som följdes upp med studier vid Minneapolis School of Art 1922–1923. Efter återkomsten till Sverige studerade han en kortare tid vid Wilhelmsons målarskola och Althins målarskola 1923 innan han fortsatte sina studier vid Konsthögskolan 1924–1930. Han bedrev specialstudier i grafik och freskomålning under studieresor till Estland, Nederländerna, Tyskland Italien och Frankrike där han bevistade Académie de la Grande Chaumière. Separat ställde han ut ett flertal gånger i Stockholm bland annat på Lilla utställningen och Holmquists konstsalong. Tillsammans med Walfrid Nordström ställde han ut i Köping och han medverkade i samlingsutställningar arrangerade av Sveriges allmänna konstförening på Liljevalchs konsthall och samlingsutställningar med olika konstföreningar. Hans konst består av porträtt, figurer och landskapsmålningar från den svenska västkusten. Som illustratör medverkade han i Indianboken 1925 och olika tidskrifter, 1952 utförde han en större takmålning i en privatvilla på Lidingö. Zanton är representerad i Gustav IV Adolfs samling, och prins Eugens Waldemarsudde.